# 33. U-Flottille
Die 33. U-Flottille (33. Unterseebootsflottille) war ein militärischer Verband der ehemaligen deutschen Kriegsmarine im Zweiten Weltkrieg.

## Geschichte
Die Flottille wurde im September 1944 in Flensburg-Kielseng unter dem Kommando von Korvettenkapitän Georg Schewe als letzte Frontflottille der Kriegsmarine aufgestellt. Nach dem Verlust der nordfranzösischen U-Boot-Stützpunkte, wurden in erster Linie die U-Boote der großen U-Boot-Typen dieser Flottille zugeteilt. Das erste der Flottille zugeteilte U-Boot war U 155 unter Leutnant zur See Ludwig-Ferdinand von Friedeburg am 15. August 1944. Die Flottille setzte hauptsächlich U-Boote des Typs IX und Typs X B ein, jedoch auch U-Boote des Typs VII unterstanden der Flottille als Front- oder Ausbildungsboote. Zu den wohl bekanntesten U-Booten der der Flottille gehörten U 234 und U 864.
Einige U-Boote der Flottille operierten mit der Gruppe Monsun von Stützpunkten in Ostasien aus, die von den Japanern besetzt worden waren, und sich u. a. in Penang, Batavia, Singapur und Surabaja befanden. Diese Boote unterstanden truppendienstlich dem Marineattaché Paul Wenneker in Tokio und in allen operativen Belangen dem Befehlshaber der U-Boote Karl Dönitz direkt.
Im Gegensatz zu anderen U-Flottillen der Kriegsmarine, hatte die 33. U-Flottille kein Flottillenzeichen.
Nach der Kapitulation wurde die Flottille zusammen mit den anderen Ausbildungs- und Frontflottillen aufgelöst.

## Flottillenchefs
- Korvettenkapitän Georg Schewe – 21. September 1944 bis 25. Oktober 1944
- Korvettenkapitän Günter Kuhnke – 26. Oktober 1944 bis 8. Mai 1945

## Unterstellte U-Boote
Anzahl der U-Boote: 76 Einheiten

### Flottillenboote
| Typ      | Boote |
| -------- | --- |
| VII C    | U 245, U 260, U 262, U 267, U 281, U 309, U 382, U 398, U 714, U 758, U 763, U 953, U 989, U 1205 |
| VII C/41 | U 1106, U 1170, U 1271, U 1305 |
| IX C     | U 155, U 510, U 516, U 518 |
| IX C/40  | U 168, U 170, U 183, U 190, U 530, U 534, U 537, U 539, U 541, U 546, U 547, U 548, U 802, U 804, U 805, U 806, U 843, U 853, U 857, U 858, U 866, U 868, U 869, U 870, U 877, U 878, U 879, U 880, U 881, U 889, U 1221, U 1223, U 1223, U 1226, U 1227, U 1228, U 1230, U 1231, U 1232, U 1233, U 1235 |
| IX D1    | U 195 |
| IX D2    | U 181, U 196, U 861, U 862, U 864, U 873, U 874, U 875 |
| X B      | U 219, U 234 |